# Mbre jezik
Mbre jezik (ISO 639-3: mka; isto i bere, bre, pre, pre pisia), jezik kojim još govori tek oko 200 ljudi (2000 SIL) od 700 etnčkih Mbre u selima Bondosso i Niantibo (oko 370 km sjev. od Abidjana) u Obali Bjelokosti. Klasificiran je velikoj nigersko-kongoanskoj porodici unutar koje nema nijednog bližeg srodnika.
Danas ga potiskuje jezik koro [kfo].

## Vanjske poveznice
- Ethnologue (14th)
- Ethnologue (15th)
- The Mbre Language